# 비이분법 성별의 법적 인정

논바이너리 / 제3의 성 선택지를 법적으로 지원
출생증명서가 간성인 사람의 경우에만 법적으로 인정
제3의 성 인정
간성 인정
논바이너리 / 제3의 성을 법적으로 인정하지 않음. 혹은 데이터 없음

여러 국가가 법적으로 논바이너리 젠더와 제3의 성을 법적으로 인정하고 있다. 이러한 분류는 일반적으로 개인의 성 정체성에 기초한다. 일부 국가에서는 이들을 남성 또는 여성 신체에 대한 일반적인 정의에 맞지 않는 성징을 가진 사람들에 한해 인정한다.

## 역사
최근 몇 년 동안, 일부 사회는 법적으로 논바이너리, 젠더퀴어, 또는 제3의 성을 인정하기 시작했다. 일부 사회에서는 트랜스젠더를 제3의 성으로 오랫동안 인식해 왔지만, 트랜스젠더에 대해 국제적으로 공인된 '법적 권리'는 지켜지지 않는 경우도 있다.
서구 국가 중 호주는 2003년에 성별이 불분명하다고 표시된 여권을 가진 인터섹스 Alex MacFarlane을 제3의 성으로 인정했다. 2016년 오리건 순회 법원은 Jamie Shupe가 법적 성별을 논바이너리로 변경할 수 있다고 판결했다.

### 트랜스젠더
Open Society Foundations는 2014년 5월 "트랜스젠더가 공식 문서에서 성 정체성을 변경할 수 있도록 하는 권리 기반의 법률 및 정책"을 문서화한 License to Be Yourself라는 보고서를 발표했다. 보고서는 제3의 성 인정에 대해 다음과 같이 설명한다.
권리 기반의 관점에서 제3의 성별/젠더 선택은 자발적이어야 하며, 트랜스젠더에게 자신의 성 정체성을 정의하는 방법에 대한 제3의 선택을 제공해야 한다. 제3의 성/젠더로 식별되는 사람들은 남성 또는 여성으로 식별되는 사람들과 동일한 권리를 가져야 한다.

이 문서는 또한 Global Action for Trans Equality의 Mauro Cabral을 인용한다.
사람들은 성별 이분법에서 자유로운 제3의 성을 식별하는 경향이 있지만 반드시 그런 것은 아니다. 트랜스젠더 또는 인터섹스만 세 번째 범주에 접근할 수 있거나 그들이 세 번째 성에 강제로 할당된 경우 성별 이분법은 약해지는 것이 아니라 오히려 강해진다.

보고서는 두세 가지 옵션으로는 충분하지 않다고 결론지었다. 더 포괄적인 접근 방식은 사람들이 자신의 젠더 정체성을 스스로 정의할 수 있는 옵션을 늘리는 것이라고 말한다.

### 간성
간성인 사람 중에서도 일반 사람들과 비슷한 성징을 가지고 있는 경우와, 가지고 있지 않은 경우 등 여러 가지로 나뉠 수 있다. 2012년 임상에 따르면 간성 질환자의 8.5-20%가 선천성 성별의 결과로 성별 불쾌감, 괴로움 또는 불편함을 경험한다고 한다. 2016년에 발표된 호주의 사회학적 연구에 따르면 연구에 참여한 272명의 전형적인 성 특성을 가진 출생자 중 19%가 "X" 또는 "기타" 선택지를 택했으며, 52%는 여성, 23%는 남성, 6%는 불확실하다고 한다.
국가인권기구 아시아 태평양 포럼에 따르면, 이러한 간성은 소수의 국가만이 법적으로 인정했다. 개인, 법적 인정은 집단으로서 간성을 위한 제3의 성이나 성별 분류의 생성에 관한 것이 아니다.
2017년 3월, 호주와 뉴질랜드의 커뮤니티 성명은 이분법에서 법적 제3의 분류 지정이 구조적 폭력에 기초하고 다양성과 "자기 결정권"을 존중하는 데 실패했다고 언급하면서 성별에 대한 법적 분류의 중단을 요구했다. 그것은 또한 지연될 수 있는 간성 의료 개입의 형사화를 요구했다.

## 나라별 법적 기준
많은 나라들이 제3의 성별 정체성을 수용하기 위한 법을 채택했다.

### 아르헨티나
2012년 크리스티나 페르난데스 당시 아르헨티나 대통령은 트랜스젠더들이 호르몬 치료, 성전환 수술, 정신과 상담을 받지 않고도 공식 문서에 자신이 선택한 성별과 동일시할 수 있도록 하는 성 정체성 법을 통과시켰다. 이와 같이, 아르헨티나의 트랜스젠더 권리는 세계에서 가장 진보적인 법으로서 인정된다.
2018년 11월, 멘도사 주에서 온 2명의 논바이너리가 최초로 성별 표시가 없는 신분증과 출생증명서를 발급받았다. 2019년 초, 트랜스젠더 운동가 라라 마리아 베르톨리니는 트라베스티 운동의 랜드마크로 여겨지는 사법적 판결을 통해 그녀의 공식 성별을 비이분법적 분류인 "트래베스티 여성성"으로 바꾸었다. 판결을 담당한 미리암 카탈디 판사는 "각자가 느끼는 성의 내적, 개인적 경험, 신체의 개인적 경험을 포함하여 출생 시 할당된 성에 해당할 수도 있고 그렇지 않을 수도 있다"는 법의 '성 정체성' 정의를 인용하며 베르톨리니 사건에 성 정체성 법이 적용되었다고 판결했다.
2021년 7월 20일, 알베르토 페르난데스 대통령은 "X"로 표시된 모든 국가 주민등록증과 여권에 세 번째 성별 선택권을 허용하도록 하는 법령에 서명했다. 이 조치는 아르헨티나 주민등록증을 소지한 영주권자에게도 적용된다. 2012년 성 정체성 법에 따라, 아르헨티나는 남아메리카에서 모든 공식 문서에 제3의 성별을 법적으로 인정한 최초의 국가가 되었다.

### 오스트리아
2017년 11월 9일 독일 연방헌법재판소(Bundesverfasungsgericht)의 결정 이후, 오스트리아 언론들은 유사한 사건이 오스트리아 헌법재판소(Verfasungsgerichshof)에도 계류 중이라고 보도하였다. 하급 사법 재판소 두 곳은 이미 "제3의 성"의 가능성에 대해 반대 결정을 내렸다. 매년 오스트리아에서는 적어도 35명의 아이들이 애매한 성징을 가지고 태어난다고 보고되고 있다. 바이너리 섹스의 특징을 맞추기 위해 간성 아동에 대한 외과적 개입은 간성의 권리를 위해 싸우고 있는 오스트리아의 협회인 VIMö(Verein Intergeschlechtliche Menschen Osterreich)에 의해 비판받고 있다. 그들은 아이들이 자라서 이러한 문제들에 대해 자유롭게 결정할 수 있어야 한다고 요구한다. 오스트리아 성학회 회장인 요하네스 와할라(Johannes Wahala)와 그라츠(Graz)의 베라퉁스텔 용기(Beratungsstelle Courage) 자문 센터장은 이러한 수술들을 비난하고 제3의 성별의 도입을 희망했다.
2018년 6월 15일, 오스트리아 헌법재판소는 6월 29일 보도자료를 통해 유럽인권협약 제8조에 따라 남녀 쌍성 이상의 성정체성을 인정하였다. 그들은 또한 현행법이 이러한 요건들과 모순되지 않으며, ECHR 제8조를 통해 성 정체성의 인식에 대한 헌법적 권리에 부합하는 방식으로 해석될 수 있다는 것을 발견했다. 법원은 8.1 ECHR에 열거된 국익이 성 정체성을 포함한 개인의 사생활에 대한 인식에 대한 개인의 매우 합리적인 이익을 초과하지 않으며, 필요하다면 다른 법률도 채택할 수 있다고 판결했다. 법원은 행정기관이 출품작 변경의 적절성 및 개인의 실제 사회생활과의 관계에 대한 증명을 요구할 수 있으며, 제8.1조 ECHR은 출품작의 임의 명명권을 확립하지 않는다고 명시한다. 제3의 성별이 가져야 할 구체적인 이름은 아직 결정되지 않았지만, "다이버", "인터", "오펜" 등이 언급된다.
 알렉스 위르겐(Alex Jürgen)은 여권에서 논바이너리 옵션을 가질 권리를 위해 싸웠으며, 오스트리아에서 이 지위를 받은 첫 번째 사람이었다.

### 오스트레일리아
2003년 1월부터 호주인들은 그들의 성별로서 "X"를 선택할 수 있다. 알렉스 맥팔레인은 호주에서 최초로 성별이 불분명한 출생증명서를 발급받은 사람으로, 2003년 'X'자 성별 마커를 부착한 최초의 호주 여권을 갖게 되었다.  비슷한 초기 선택권을 가진 것으로 알려진 다른 이들은 호주 국제기구 인터섹스 인터내셔널의 토니 브리파와 빅토리아주 홉슨 베이 시의 전 시장이 있다.
2003년과 2011년 사이에 정부 정책은 "자신의 성별이 불확실한 것으로 기록된 출생 증명서를 제시할 수 있는" 사람들에게 "X" 마커가 있는 여권을 발급하는 것이었다. 2011년, 오스트레일리아 여권국은 새로운 성별의 여권 발급을 위한 새로운 지침을 도입했고, X 설명자를 성별이 불분명한 모든 사람에게 사용할 수 있도록 확대했다. 개정된 정책은 "성전환 수술은 새로운 성별의 여권을 발급하기 위한 전제조건이 아니다. 출생증명서나 시민권 증명서는 수정할 필요가 없다."라고 언급한다.
2013년 6월에 발표된 오스트레일리아 연방 정부의 성 인식 가이드라인은 영연방 정부 및 그 기관과의 모든 거래에서 해당 옵션을 선택하는 모든 성인에게 'X' 성별 표시의 사용을 확대했다. 그 옵션은 3년에 걸쳐 도입되고 있다. 가이드라인은 연방정부가 성별이 아닌 성별에 대한 데이터를 수집한다는 점도 명확히 하고 있다. 2014년 3월, 오스트레일리아 수도 준주는 출생 증명서에 대한 'X' 분류를 도입했다.
노리 메이-웰비는 종종 세계에서 공식적으로 불확실하고, 불특정 또는 "성별 없는" 지위를 얻은 최초의 사람으로 여겨진다. 메이-웰비는 2010년 오스트레일리아에서 남성도 여성도 아닌 법적 지위를 추구한 최초의 성전환자가 되었다. 2014년 4월, 오스트레일리아 고등법원은 NSW 출생, 사망, 결혼 등록부에 메이-웰비의 성별이 "비특이적"임을 기록해야 한다고 판결했다. 법원은 "수술이 그녀의 성적 모호성을 해결하지 못했다"고 밝혔다.
National LGBTI Health Alliance, Organization Intersex International Australia, Transgender Victoria를 포함한 단체들의 연합은 X를 비이분성으로 재정의할 것을 요구했다.
2017년 3월 호주와 아오테아로아/뉴질랜드 공동체는 이분 분류와 같은 법적 제3의 분류가 구조적 폭력에 기반을 두고 있으며 다양성과 "자기 결정권"을 존중하지 않는다고 언급하면서 성별에 대한 법적 분류의 중단을 요구했다.
2019년 4월 태즈메이니아는 오스트레일리아에서 최초로 출생증명서의 성별 식별자를 선택적으로 만들고 '성'에 대한 공식적인 정의를 제공하는 주(州)가 되었다. 이 개혁은 비정부 의원 연합에 의해 입법되었으며 출생 증명서에 성 식별을 위한 '옵트인' 모델을 채택했다. 그러나 성별의 이분 분류(간성/불특정 옵션이 없는 남성 또는 여성)는 여전히 의료 목적으로 수집된다. 애매한 생식기를 가지고 태어난 아이들은 등록을 위해 성별을 선택할 수 있는 60일이 추가로 주어진다. 부모가 옵트 인을 선택한 경우에만 출생 증명서에 아이의 성별이 표시된다. 또한 16세 이상의 사람들이 성전환 수술이나 호르몬 대체 요법 없이도 공식 문서에 그들의 성 정체성을 바꿀 수 있게 했다.

### 벨기에
2019년 6월, 벨기에 헌법재판소는 벨기에의 2017년 트랜스젠더 법의 일부를 기각했다. 이 법에 대한 소송은 성소수자 권리 단체들에 의해 시작되었는데, 이들은 이 법이 여전히 남성 또는 여성으로만 등록할 수 있기 때문에 비이성적 또는 성별 유동적 정체성을 가진 사람들을 차별한다고 주장했다. 헌법재판소는 이 법에 대해 제기된 조치에 동의했고, 이의 제기 조항은 차별적이며 따라서 위헌이라고 판결했다. 헌재는 '하나 이상의 추가 범주의 신설'이나 '성 또는 성별을 개인의 시민적 지위의 요소로서 삭제하는 가능성' 등 위헌적 측면을 보완할 수 있는 몇 가지 방안을 제시했지만, 법의 단점을 보완할 책임은 여전히 남아 있다고 강조했다.
2020년 10월 취임한 벨기에 연방정부 드크로 정부는 헌법재판소의 판단을 해소하기 위해 성 식별자 'X'로 등록할 수 있는 방안을 도입하겠다고 밝혔다. 이는 2020년 11월 드크로 정부의 신임 법무장관 빈센트 반 키켄보른에 의해 표명되었다. 이 제안은 2003년에 등장한 신분증 상의 성별에 대한 어떠한 언급도 하지 않기 위해 거부되었으나, 국가 등록부는 출생 시 할당된 성별을 여전히 언급할 것이다. 이 법은 2022년에 시행될 것이다.

### 브라질
전국적으로 제3의 성별 선택권에 대한 인정은 없지만, 2020년부터 비이성인은 법원의 허가를 받아 자신의 성별을 "불특정", "비이성"으로 민사등기부에 등록하고 있다.
브라질 사람들은 새로운 여권을 신청하면서 불특정 성별을 선택할 수 있지만 언제부터 이 옵션이 생겼는지는 알려지지 않았다.
2021년 9월 12일부터 국가정의위원회의 결정에 따라 공증인은 출생증명서에 성별을 무시한 채 간성 아동들을 등록해야 한다.
리우데자네이루 주정부는 주 국선변호사의 노력에 힘입어 비이성인들이 "비이성" 성별을 가진 출생증명서와 신분증을 등록할 수 있도록 허용해 왔다.
2022년 4월 22일, 리오그란데 도 술 저스티스는 비이성인들이 자신의 출생 기록에 자신의 이름과 성별을 바꿀 것을 보장하였다. 2022년 5월 9일 바이아 사법부는 "비이성" 성별을 시민 등록부에 포함시킬 수 있는 조항을 발표했다.

### 캐나다
2016년 6월, 온타리오주 정부는 건강 카드와 운전면허증에 성별을 표시하는 방법에 대한 변화를 발표했다. 6월 13일부터 온타리오 주의 건강카드는 더 이상 성별을 표시하지 않는다. 2017년 초에 온타리오주 운전자들은 운전면허증에 성별 식별자로 "X"를 표시할 수 있는 옵션을 갖게 되었다.
2017년 4월 브리티시컬럼비아에서 태어난 아기 시릴 애틀리 도티는 성중립성 "U" 성표시가 있는 건강카드를 발급받은 것으로 알려진 세계 최초가 되었다. 바이너리 트랜스젠더가 아닌 부모 Kori Doty는 그 아이에게 그들 자신의 성 정체성을 발견할 기회를 주기를 원했다. 주는 성별을 명시하지 않은 채 출생증명서 발급을 거부했고, 도티는 법적 이의를 제기했다. 도티를 비롯한 7명의 트랜스젠더와 성전환자들은 출생증명서에 성별 표지를 게재하는 것이 차별적이라며 주를 상대로 인권신고를 제기했다.
2017년 7월, 노스웨스트 준주는 출생증명서에 X를 허용하기 시작했다.
2017년 8월 31일, 연방 정부는 여권 소지자의 성별 "X"를 여권에 추가하기 시작했는데, 이는 다른 나라의 법적 요건을 준수하기 위해 정의되지 않은 기간 동안 성별을 "M" 또는 "F"로 추가해야 함에도 추가했다. 2019년 6월, 캐나다 이민, 난민은 바이너리가 아닌 사람들이 "X" 성별을 신청할 수 있다고 발표했다.

### 칠레
2022년 4월 25일, 산티아고 제3가정법원의 판결에서 17세의 비이성 청소년을 출생증명서에 등록하라는 명령을 내렸으며, 이는 국내 최초의 사법적 결의이다.

### 컬럼비아
2022년 2월, 컬럼비아 헌법재판소는 메데인 제9공증인의 출생증명서와 국가민정등기부의 시민신분증을 받을 수 있다고 판결했다. 법원은 또한 콜롬비아 정부에 신원 문서에 이러한 표시를 포함시키는 것을 용이하게 하라고 명령했고 의회가 비이성인 개인의 권리를 법적으로 인정하는 것을 용이하게 하기 위해 필요한 경우 법을 개정하도록 명령했다.

### 덴마크
트랜스젠더 유럽의 말에 따르면, 덴마크 시민은 신청 시 의학적 요구 없이 옵션 'X'를 가진 여권을 발급받았다. 그러나 덴마크 여권 규정에 따르면 개인 식별 번호가 짝수인 사람은 성별 표시자 "F"를 받고, 개인 식별 번호가 홀수인 사람은 성별 표시자 "M"을 받는다. 단, 국립 병원의 공식 성별 변경자가 없는 사람은 예외이다. Sexological Clinic은 그들이 성전환자라는 것을 증명했다. 따라서 덴마크에서는 법적 성별이 이분법적으로 남아 있으며, 법적으로 인정된 성전환을 하지 않은 성소수자만이 여권에 X 마커를 받는다.

### 독일

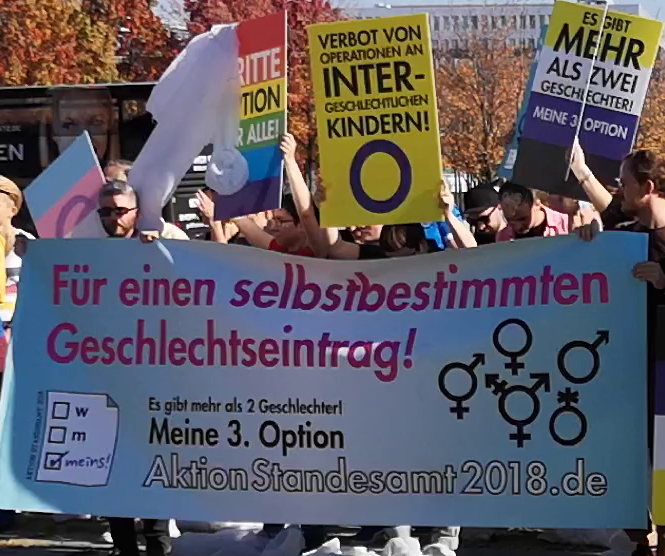
2018년 10월 13일 분데스칸슬람 앞에서의 제3의 성(性)을 지지하는 시위

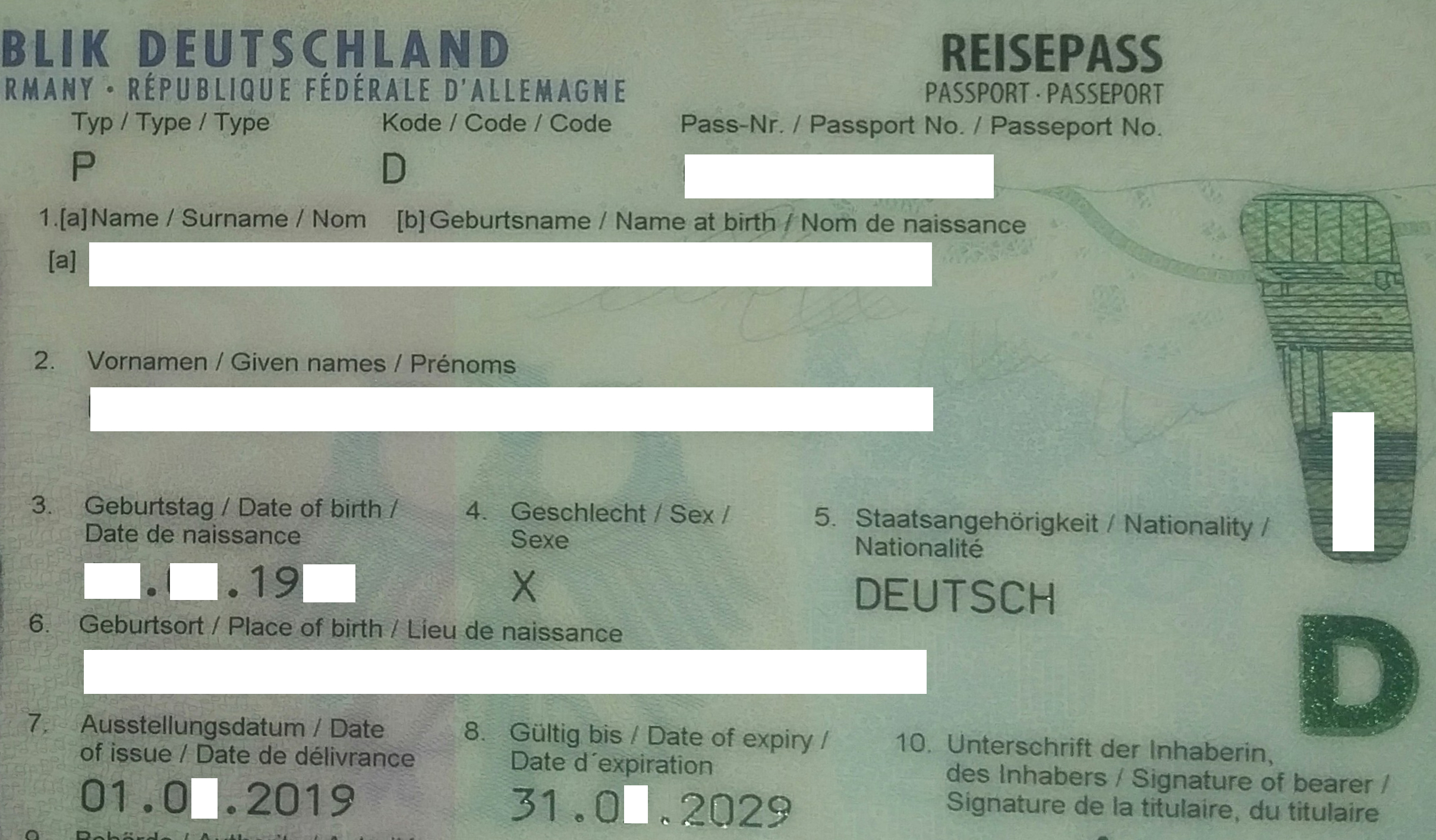
"X" 성별로 표시된 여권

독일은 2013년 11월부터 성별 표기가 없어 구체화된 출생증명서에 불확정 성을 인정하는 첫 유럽 국가로 꼽힌다. 독일 윤리위원회의 보고서는 "어린 시절에 '정상화' 수술을 받았던 많은 사람들이 나중에 그것이 훼손이라고 느꼈고 성인으로서는 결코 동의하지 않았을 것"이기 때문에 이 법이 통과되었다고 말했다. 도이치 웰레는 2013년 11월 1일, 성기가 애매한 간성 영아의 출생증명서에 대해 "불확정" "선택권"을 사용할 수 있게 되었다고 보고했다. 이러한 움직임은 독일과 다른 지역의 많은 간성 옹호자들이 그것이 외과적 개입을 장려할 수도 있고, 단순히 간성들의 주요 건강 문제를 해결하지 못할 수도 있다고 제안하면서 논란이 되고 있다.2015년 1월 21일, 셀레 항소법원은 이성애자는 출생증명서에 "여성" 또는 "남성" 이외의 성별 마커를 취득할 수 없으며, 이러한 마커가 없을 뿐이라고 판결했다. 법원은 동시에 출생 시 성별 표지를 등록한 성인 남녀 간에도 해당 성별 표지의 삭제를 받을 수 있다고 봤다. 이 판결은 연방사법재판소에 의해 재심리를 위해 보내졌다.
2017년 11월 8일, 연방헌법재판소는 2017년 10월 10일부터의 판결에 대한 언론 성명을 발표했다. 2018년 8월 15일, 독일 정부는 출생증명서에 대한 세 번째 성별 선택권을 허용하는 법안을 승인했다. 2018년 12월 22일, 여성, 남성, 다양성, 성별 표기가 전혀 없는 이간성의 선택을 허용하면서, 이 법은 시행되었다. 이러한 행위가 행해질 경우 이름 또한 바뀔 수 있다. 이 법에 따라 표시자 또는 이름을 바꾸려면 의사의 소견서가 필요하지만, 어떤 종류의 '성 발달의 변이'가 법에 필요한지는 명시되어 있지 않다. 이와 같이, 이성애자가 아닌 사람들은 개인적으로 신뢰하는 의사들이 그러한 요구 사항을 승인하고 내주기 때문에 그들의 표지와 이름을 바꾸기 위해 이 법을 사용했다. 2020년 4월 22일, 연방법원은 이 사람들이 비이분법적 지위를 얻기 위해서는 성전환에 관한 법률에서 예견된 절차를 따라야 한다고 판결했다.

### 아이슬란드
2019년 6월, 아이슬란드 의회는 진보적인 "자기결정적 성전환 모델법"을 시행하기 위한 법안을 45대 0으로 통과시켰다. 이 법안은 공식 문서에 "X"로 알려진 제3의 성별 선택권을 포함한다. 이 법은 2020년 1월 1일부터 시행되었다.

### 인도

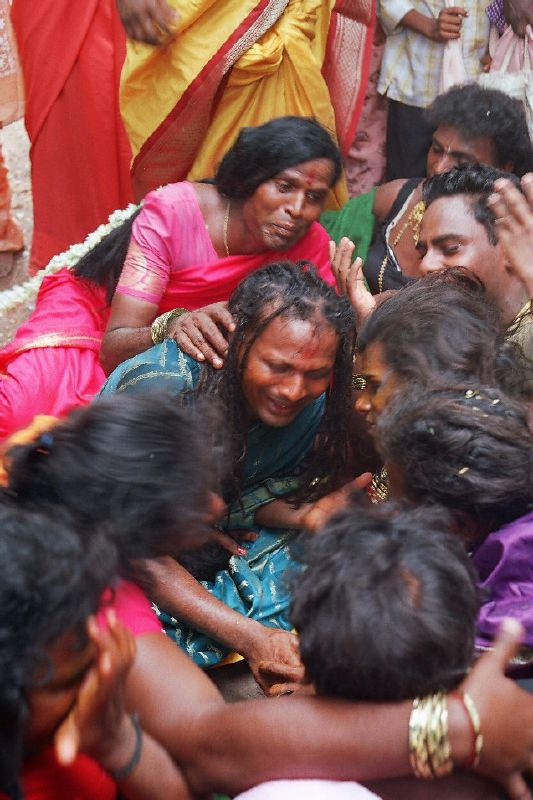
Aravan의 히즈라 신부인 Aravanis가 누군가의 죽음을 애도하는 모습.

인도의 히즈라는 원래 남자로 태어났으나 거세 등의 방법을 통해 남자의 성을 포기하고 여성의 삶을 살아가는 사람들을 지칭한다. 제3의 성으로 분류되는 히즈라는 인도의 최하층 계급으로 자신들끼리 일종의 가족관계를 형성하면서 공동체 생활을 하고 있다.
뭄바이에 본부를 둔 지역 보건 기관인 험사파 트러스트(Humsafar Trust)는 인도에 5백만에서 6백만 명의 히즈라가 있다고 추정한다. 인도의 사진작가 다야니타 싱은 히즈라 모나 아흐메드와의 우정과 성별에 대한 사회의 신념에 대해 쓰고 있다. 히즈라 사회 운동을 통해 히즈라를 제3의 성으로 인정하자는 캠페인을 벌였으며 2005년 인도 여권 신청서에는 M, F, E(남, 여, 중성 각각) 등 3가지 성별 선택지가 업데이트되었다. 산스크리트어와 같은 일부 인도 언어에도 남성형, 여성형, 중성형 명사 등 세 가지 성별 '옵션'이 있다.
2009년 11월, 인도는 중성과 트랜스젠더를 투표 명부와 유권자 신분증에 "기타"로 등록하는 것에 동의했다. 2014년 4월 15일 인도 대법원은 "트랜스젠더를 제3의 성으로 인정하는 것은 사회적, 의학적 문제가 아니라 인권 문제"라며 남성과 여성이 아닌 제3의 성을 교육과 직업에서 유보할 수 있는 계급으로 인정했다. 이 판결은 인도를 획기적인 판결을 내린 몇 안 되는 나라 중 하나로 만들었다.
히즈라의 여성적 역할 외에도, 현대 인도에서 제도화된 "여성들의 남성성"의 몇 가지 사례가 눈에 띄었다. 히말라야 산맥 기슭에 있는 가디족 중에서, 어떤 소녀들은 결혼을 포기하고 남자로 옷을 입고 일하지만, 여성의 이름과 대명사는 유지하고 있다. 19세기 후반의 한 인류학자는 마드라스에서 비슷한 역할인 바시비의 역할이 존재한다고 언급했다. 그러나 역사학자 월터 펜로즈는 두 경우 모두 그들의 지위는 아마도 '제3의 성별'보다 '전향적'일 것이라고 언급한다.
2014년 4월 인도 대법원의 KS 라다크리쉬난 판사는 인도 연방 등을 상대로 낸 국가법률사무국(Nalsa)의 소송에서 트랜스젠더를 인도법에서 세 번째 성으로 선언했다. 규칙은 다음과 같다.

우리 사회는 트랜스젠더 공동체 구성원들이 겪는 트라우마, 고민, 고통을 깨닫거나 깨닫기 위해 신경을 쓰거나, 트랜스젠더 공동체 구성원들, 특히 심신이 생물학적 성을 부정하는 이들의 타고난 감정을 높이 평가하지 않는다. 우리 사회는 종종 트랜스젠더 공동체를 조롱하고 남용하며, 철도역, 버스 정류장, 학교, 직장, 쇼핑몰, 극장, 병원 같은 공공장소에서 그들은 소외되고 만질 수 없는 것으로 취급되며, 도덕적 실패는 사회가 다른 성 정체성을 수용하거나 수용하지 않으려는 데 있다는 사실을 잊는다.
라다크리쉬난 판사는 트랜스젠더들이 직업, 의료, 교육에 접근할 수 있도록 법의 테두리 안에서 일관되게 대우되어야 한다고 말했다. 그는 "이러한 트랜스젠더들은 비록 소수에 속하지만 이들 또한 인간이기 때문에 인권을 누릴 권리가 있다"고 말하며 이 문제를 인권 문제 중 하나로 규정했다.
1. 우리 헌법 제3부와 의회와 주 의회가 만든 법에 따라 그들의 권리를 보호하기 위한 목적으로 히즈라, 에누시들을 "제3의 성"으로 취급한다.
2. 트랜스젠더 개인의 성별에 대한 결정권 또한 유지되며, 센터와 주 정부는 남성, 여성 또는 제3의 성별과 같은 성별의 정체성을 법적으로 인정하도록 지시된다.[111]

### 네덜란드
2018년 5월, 레온 치거스는 여권에서 "남성"이나 "여성" 대신 "X"로 표시된 성별을 받은 최초의 네덜란드 시민이 되었다. 당시 57세였던 레온은 성전환 수술을 받고 여성이 되기 전에 간성 남성으로 자랐다. 레온은 성중립자로 등록되는 것을 막는 것은 "사생활, 자기결정권, 개인의 자율권 침해"라는 것을 의미하는 소송에서 승소했다. 그러나, "X"로 표시된 성별에 대한 기준이 확립되지 않아, 많은 성 정체성들 중 X의 기준이 어디까지인지는 아직 숙제로 남아 있다.

### 네팔
2007년 12월 27일, 네팔 대법원은 정부가 성적 지향과 성 정체성에 따라 차별하는 모든 법을 폐지하고 동성 결혼 정책을 연구하기 위한 위원회를 설립하도록 명령하는 결정을 내렸다. 법원은 또한 세 번째 성별 범주를 설정했다. 네팔의 공식 문서는 시민들에게 세 가지 성별 선택권을 제공하는데, 남성, 여성, 그리고 "기타"이다. 여기에는 태어날 때 자신에게 할당된 성별과 다른 성별을 제시하거나 수행하는 사람들이 포함될 수 있다. 네팔의 2011년 인구조사는 세계 최초로 남녀가 아닌 다른 성별을 등록할 수 있도록 허용한 인구조사이다. 다만 '물류문제, 인구조사자 측의 차별, 일부 제3의 성별에 대한 두려움'이 진행을 방해했고, 결국 인구조사가 남성과 여성만 나열해 비이분법적 성별을 가진 사람을 방치하거나 자신의 성별이 아닌 성별을 강요하는 것으로 알려졌다. 2007년 대법원은 정부가 "제3의 성별" 또는 "기타"를 등록할 수 있는 시민권 신분증을 발급하도록 명령했다. 법원은 또한 제3의 성으로 식별할 수 있는 유일한 사람은 본인이라고 명령했다. 
"트랜스젠더나 제3의 성별에 대해 당사자의 자기감정에 따라 여성 제3의 성별, 남성 제3의 성별, 인터섹슈얼이 그룹화된 성별에 대한 성정체성을 제공할 수 있는 법적 규정이 마련되어야 한다."
더 최근의 자료는 이 세 번째 선택지가 간성들에게는 이용 가능하지 않다는 것을 나타낸다.

### 뉴질랜드
성별을 지정할 수 없는 경우 출생 시 "불확정" 성별을 나타내는 출생증명서를 사용할 수 있다. 뉴질랜드 내무부는 "그 사람이 남자인지 여자인지 확인할 수 없고, 그렇게 기록된 많은 사람들이 있다면 출생 당시 성별이 불확실하다고 기록될 수 있다"고 말한다.
여권은 2012년 12월부터 'X'라는 성별 설명자가 붙어서 사용할 수 있으며, 여기서 "X"는 "불확정/불특정"을 의미한다. 이것들은 원래 성별을 바꾸는 사람들을 위해 도입되었다.
2015년 7월 17일, 뉴질랜드 통계청은 통계 목적으로 성 정체성 분류 표준의 첫 번째 버전을 도입했다. 이 표준의 현재 버전은 2021년 4월에 세 가지 범주(남성, 여성 또는 다른 성별) 또는 다섯 가지 범주(시스젠더 남성, 시스젠더 여성, 트랜스젠더 남성, 트랜스젠더 여성 또는 다른 성별)를 선택할 수 있는 옵션으로 도입되었다.
2017년 3월, 아오테아로아/뉴질랜드 및 오스트레일리아 커뮤니티는 성의 법적 분류를 중단할 것을 요구하면서, 성별을 둘로 나누는 분류와 같은 법적 제3의 분류는 구조적 폭력에 기초하고 다양성과 "자기 결정권"을 존중하지 않는다고 밝혔다.

### 파키스탄
파키스탄에서는 히즈라와 쿠스라가 카와자라 커뮤니티와 파키스탄의 인권 운동가들에 의해 경멸적인 것으로 간주되기 때문에 정중한 용어는 khwaja sara 또는 khusra이다.
2009년 6월, 파키스탄 대법원은 카와자라의 인구조사를 명령했다. 범위는 80000명에서 300000명 사이이다. 2009년 12월, 파키스탄 대법원장 이프티카르 무함마드 초드리(Iftikhar Muhammad Chaudhry)는 국가 데이터베이스와 등록 당국이 그들의 뚜렷한 성별을 보여주는 공동체 구성원들에게 국가 신분증을 발급하도록 명령했다. 카와자라 협회의 알마스 바비 회장은 로이터통신에 "파키스탄 62년 역사상 처음으로 우리의 복지를 위해 이런 조치가 취해지고 있다"며 "사회에서 존중과 정체성을 부여하기 위한 중요한 단계"라고 말했다. "우리는 사회에서 서서히 존경을 받고 있다. 이제 사람들은 우리 또한 인간이라는 것을 인식한다."고 발언하였다
임란 칸 현 정부는 파키스탄의 카와자 사라(트랜스) 주민들에게 국가 신분증을 발급하기 시작했다. 이것은 국가 역사상 처음 있는 일이고, 중대한 변화이다.

### 대만
2018년 1월, 여권이나 주민등록증 같은 신분증 서류에 제3의 성별 선택권을 도입하는 계획이 가까운 시일 내에 시행될 것이라고 발표했다. 2018년 11월 천메이링 국가개발평의회 장관은 2020년에 이 계획들이 시행될 것이라고 발표했다.

### 태국

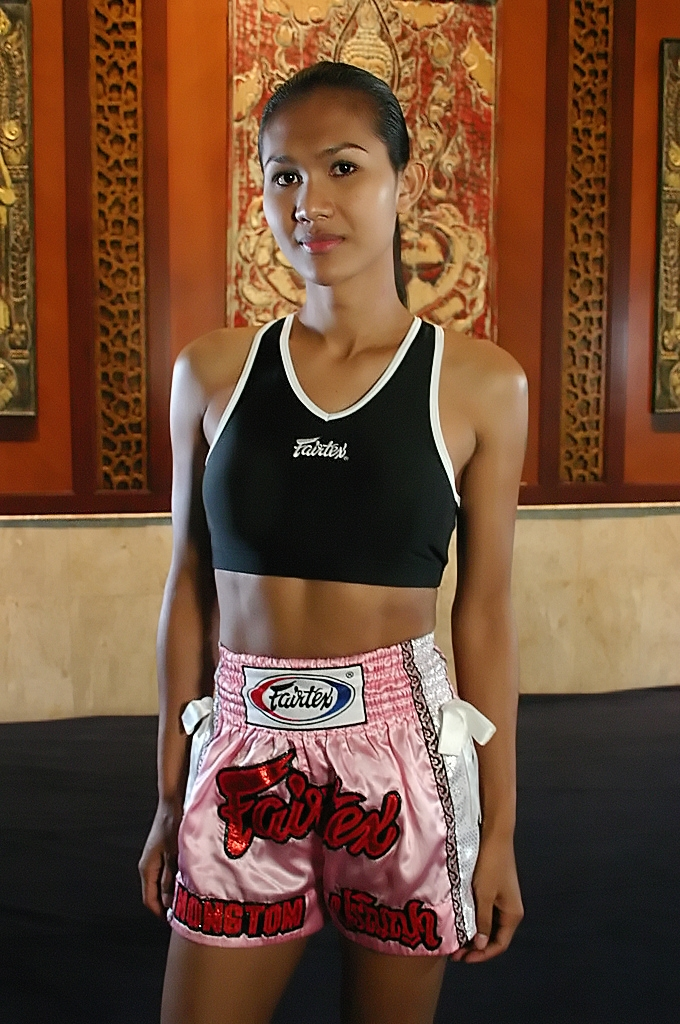
농 툼, 트랜스젠더 무에 타이 복서

태국의 카투이(또는 레이디보이)는 성별이 남성으로 지정되었으나 여성으로 자신을 인식하는 사람들이다. 상당수의 태국인들은 카투이를 제3의 성에 속하는 것으로 인식하거나, 제2의 여성으로 분류하고 있다. 태국에서 성 확정 수술을 받은 남성이 카투이가 되는 경우가 드물지 않지만, 신분증에는 여전히 남성으로 간주되고 있다. 그럼에도 불구하고, 태국 사회는 카투이 또는 제3의 성별에 대해 세계에서 가장 관대한 사회 중 하나이다. 샘 윈터 연구원은 이렇게 다음과 같이 언급했다.
우리는 190명의 카투이들에게 자신들을 남자, 여자로 생각했는지, "sao praffet song"["제2종류의 여자"] 또는 "카투이"라고 생각했는지 물어보았습니다. 아무도 자신을 남성이라고 생각하지 않았고, 오직 11%만이 자신을 카토이(즉, '비남성')라고 생각했다. 반면 45%는 자신을 여성이라고 생각했고, 36%는 'sao praphet song'이라고 답했다. 불행하게도 우리는 "pette sam" (제3의 성별/성별) 범주를 포함하지 않았다. 만약 우리가 그렇게 했다면 그 용어를 선택했을 많은 응답자들이 있었을지도 모른다. (중략) 트랜스젠더 태국인의 약 50%는 그들을 잘못된 생각을 가진 남성으로 보지만, 나머지 절반은 그들을 잘못된 신체에서 태어난 여성으로 보거나(35%) 제3의 성별로 보기도 한다.

2004년, 치앙마이 기술학교는 카투이를 위한 소변기가 없는 별도의 화장실을 설계했고, 문에 남녀가 서로 얽혀있는 상징을 달았다. 15명의 카투이 학생들은 학교에서 남성복을 입어야 하지만 여성적 헤어스타일을 하는 것은 허용된다.
비록 카투이가 완전히 존중 받는 것은 아니지만, 그들은 점차적으로 받아들여지고 있고 그들 자신을 태국 사회의 매우 뚜렷한 부분으로 만들었다. 이는 특히 리더쉽과 관리직이 중요한 역할을 하는 태국의 엔터테인먼트, 비즈니스, 패션 산업에서 더욱 그러하다. 게다가 영업사원을 고용할 때 카투이는 매우 인기가 있다. 많은 직책에서 이들은 일반적으로 더 카리스마 있고 표현력 있는 사람들로 보여지기 때문에 영업 인력으로 선호된다.

### 영국
"Mx"라는 명칭은 영국에서 논바이너리 젠더를 위한 대안으로 널리 받아들여지고 있는 반면, HESA는 고등교육의 학생들에게 비이성 성별 표지를 사용할 수 있도록 허용하고 있다. 2015년 EDM660은 의회에 등록되었다. EDM660은 시민들이 여권의 X 마커를 이용할 수 있도록 허용해 줄 것을 요구한다. 2016년 EDM660의 본문이 공개되었을 때, EDM660을 법으로 제정할 것을 요구하는 공식 청원이 의회 청원 서비스를 통해 시작되었다.
2015년 9월 법무부는 논바이너리가 합법적으로 성별을 인정받지 못해 겪는 '특정 피해'를 알지 못한다며 법적 성의 자기결정을 촉구하는 청원에 답변했다. 2016년 1월, 여성평등위원회의 트랜스조회 보고서는 논바이너리를 평등법에 따른 차별로부터 보호하고, X 성별 표지를 여권에 추가하며, 6개월 이내에 정부에 의해 논바이너리의 필요성에 대한 검토를 요구했다. 이런 일은 일어나지 않았다. 2018년 6월 영국 고등법원은 X 마커를 부착하기 위한 여권 입찰에 대해 판결을 내렸다.
스코틀랜드 정부는 2017년 11월 9일부터 2018년 3월 1일까지 2004년 성인지법(GRA) 개혁에 관한 공공 협의를 진행했다. 2004년 GRA는 법적으로 인정된 성별을 바꿀 수 있는 법적 절차를 제시한다. 상담 분석 결과, 답변자 중 60%가 법적 성별인식을 위한 자기선언제 도입 제안에 동의한 것으로 나타났다. 분석 문서는 "응답자의 62%인 과반수가 스코틀랜드가 논바이너리를 인정하기 위한 조치를 취해야 한다고 생각했다. 나머지 응답자 중 33%는 스코틀랜드가 조치를 취해야 한다고 생각하지 않았고 4%는 알지 못했다"고 언급한다. 2004년 GRA를 개혁하기 위한 초안은 2019년 말까지 제안될 예정이다. 하지만, 스코틀랜드 정부는 그들이 이분법 범주에 있지 않은 사람들에게 법적인 성별 인식을 확장하지 않을 것이라고 말한다. 대신, 그들은 사회에 논바이너리를 더 많이 포함시키기 위해 무엇을 더 할 수 있는지를 고려하기 위해 조직을 만들 계획이다.
2020년 3월, 한 판사는 영국이 발급한 여권에 비이성 성별 표지가 없는 것은 "현재로서는 합법적"이라고 판결했지만, "비이성 정체성에 대한 보다 광범위한 공식적인 인정으로 향하는 국제적인 추세가 지속된다면, 향후 어느 시점에, 부정은 인권 침해를 구성할 수 있다"고 언급했다.
2020년 7월 14일, 크리스틴 자딘 의원은 스톤월 영국 성소수자 자선단체인 스톤월(Stonewall UK)이 후원하는 한 민간 의원의 법안을 하원에 제출하여 영국이 발행한 논바이너리를 위한 여권의 X 성별 표시 옵션을 요구했다. 이 법안은 2021년 1월 2차 독회를 할 예정이었으나 국회 회기를 통과하지 못해 더 이상 진전이 없을 것으로 보인다.
2020년 9월 14일, 고용심판원은 2010년 평등법의 전환 특성으로 비이성직원이 보호된다는 판결을 내렸으며, 이는 비이성인이 이 법에 의해 보호된다는 최초의 법적 확인이다.
2021년 5월 영국 정부는 논바이너리를 성 정체성으로 합법적으로 인정해달라는 청원을 기각했다. 13만 명 이상의 사람들이 성 정체성으로서 논바이너리를 허용하는 것이 성 장애증을 완화하고 트랜스포비아 혐오 범죄로부터 논바이너리를 보호할 것이라는 내용의 청원서에 서명했다. 2018년 GRA 협의에서 비이분법적 정체성을 인정해야 한다는 데 58%의 응답자가 동의했음에도 불구하고, 정부는 답변에서 그렇게 하는 것이 "복잡한 실질적인 결과"를 가져올 것이라고 말하며 GRA를 연장할 계획이 없다고 밝혔다.

### 미국

비이분 성별을 법적으로 인정하는 관할 구역
Recognition via statute or policy
Recognition via court order only
No legal recognition

많은 미국 관할 구역은 신분증 문서에 비이분된 성의 표기를 허용하고 있다.

#### 연방
2015년 10월 26일 인터섹스 인식의 날에 LGBT 민권 단체인 Lambda Legal은 해군 참전용사인 Dana Zzyym, Intersex Campaign for Equality 부국장의 여권을 거부했다는 이유로 미 국무부를 상대로 연방 차별 소송을 제기했다. 남성도 여성도 아닌 간성으로 식별한다. 2016년 11월 22일 콜로라도 지방법원은 국무부가 연방법을 위반했다고 판결했다. 이 판결은 법원이 "성별 여권 정책을 시행하기로 결정함에 있어 법무부가 이성적인 의사결정 과정을 따랐다는 증거를 찾지 못했다"고 밝히고 미국 여권청에 이전의 결정을 재고하라고 명령했다. 2018년 9월 19일, 연방 판사는 미국 국무부의 여권 발급 거부가 권한을 초과했다고 판결하면서 Zzyym에게 두 번째 손을 들어주었다.
2020년 2월 25일, 국회의원 로 칸나는 미국 여권 신청에 세 번째 성별 지정을 추가하는 법안을 미국 하원 (H. R. 5962)에 발의했다. 2021년 6월 30일, 미 국무부는 미국 여권에 세 번째 성별 마커를 추가하기 위한 노력을 시작했으며 2021년 말까지 시행될 것이라고 발표했다.
2021년 10월 27일, 첫 번째 US X 여권이 다나 지임에게 발급되었다. Zzym의 법적 대리인인 람다 리걸이 그들의 소송에서 진술한 바와 같이, X는 그들이 성별에 있어서 남성이나 여성이 아니라 간성이라는 것을 법원에 증명할 수 있었기 때문에 Zzyym에게 발급되었다. 2022년 4월 11일, "X" 성별 표시기가 모든 미국 시민을 위한 여권으로 사용 가능하게 되었다.

#### 컬럼비아 특별구
2017년 6월, 워싱턴 D.C.는 지역 발급 신분증과 운전면허증을 위한 비이분법성 "X" 성별 마커가 6월 말에 출시될 것이라고 발표했다. 워싱턴 D.C.의 정책 변화는 6월 27일에 발효되었고, 그 지역은 성 중립적인 운전 면허증과 신분증을 제공하는 미국 최초의 장소가 되었다.

#### 아칸소
2018년 10월부터 아칸소주에서는 요청 시 성별 표시 "X"자를 부착한 운전면허증을 발급하고 있다. 아칸소 주는 역사적으로 신분증 상의 성별 표지를 바꾸는 명확한 공공 정책 없이 운영되어 왔다. 그러나 2010년 12월, 전 운영 및 행정부 차관 마이크 문스는 아칸소주의 공식 정책이 "라이센서스가 요청한 대로 질문 없이, 서류 없이 성별을 변경할 수 있도록 허용하는 것"이라고 발표했다.

#### 캘리포니아
2016년 9월 26일, 캘리포니아의 이성애자 거주자 사라 켈리 키넌은 법적으로 그녀의 성별을 이분법이 아닌 것으로 바꾼 두 번째 사람이 되었다. 키넌은 자신의 대명사를 사용하여 "나의 의학적 현실이자 나의 성 정체성"으로서 간성을 동일시하고 있다.
2016년 12월, 키넌은 "성"의 범주에 "간성"이 포함된 출생증명서를 받은 최초의 미국인이 되었다.
2017년 9월, 캘리포니아는 캘리포니아 출생 증명서, 운전면허증, 신분증에 세 번째 비이분법적 성별 마커를 구현하는 법안을 통과시켰다. 법안은 또한 성별 변경 청원에 대한 의사의 진술과 법정 청문 의무 요건을 없앤다. 새로운 명칭은 2019년 1월 1일부터 캘리포니아 운전 면허증에 사용할 수 있다. 2021년 기준으로 8,855명이 논바이너리 성별로 지정된 캘리포니아 운전 면허증을 가지고 있다.

#### 콜로라도
2018년 11월 30일, 콜로라도는 남성 또는 여성으로 식별되지 않는 사람들이 운전 면허증에 성별 식별자로 X를 표시하는 것을 허용하기 시작했다. 운전 면허증에 X를 사용하려는 신청자는 면허증 신청 과정에서 양식을 작성하며 호르몬 치료나 수술을 받을 필요가 없다.

#### 코네티컷
2020년 1월 27일, 코네티컷 주지사 라몬트는 운전면허증과 신분증을 위한 성별 옵션으로 '비바이너리'를 포함한 DMV를 발표한다.
자동차부 직원은 신청서에 기재된 필요 이상의 성별 관련 정보를 추가로 요청하거나 신청자의 개인 의료 이력 또는 기록에 대해 문의해서는 안 된다.

#### 하와이
2020년 7월 1일부터 하와이 주에서 X 성별 마커를 사용할 수 있다.

#### 일리노이
2019년 8월 일리노이주는 운전면허증과 신분증을 포함한 모든 주 형태에 성별 중립적 표시를 허용하는 법안을 통과시켰다. 그러나 신분증 서비스를 제공하기 위해 IdEMIA와 6년 계약을 맺었기 때문에 이러한 변경은 시행되기까지 몇 년이 걸릴 수 있다.

#### 인디애나
2019년 3월 인디애나주 자동차국은 운전면허증과 신분증에 성 중립적인 표시를 허용하기 시작했다.

#### 메인
2018년 6월 11일 메인주는 2019년 시스템 업데이트 전까지 임시 스티커를 사용하여 "X" 성별 마커를 허용하기 시작했다.

#### 메릴랜드
메릴랜드 주에서도 운전면허증과 주 신분증에 "X" 성별 마커를 부여하는 법안이 통과되었다.

#### 매사추세츠
2019년 11월 12일 발효.

#### 미시간
2021년 11월 10일 발효.

#### 미네소타
미네소타는 2018년 10월 1일부터 "X" 성별 마커를 허용하기 시작했다. 이 정책에서 성별은 자체 보고 정보로 간주되며 문서화가 필요하지 않다. MJ Zappa라는 이름의 논바이너리 젠더를 가진 사람은 1년 이상 동안 주 차량 서비스 부서와 고군분투한 끝에 이 마커를 얻은 첫 번째 사람이 되었다.

#### 뉴햄프셔
2019년 7월, 뉴햄프셔 주 의회는 개인이 자신의 성별을 남성, 여성 또는 기타로 표시할 수 있도록 허용하는 법안을 통과시켰다.

#### 뉴저지
2019년 2월 1일 발효된 주 등록관은 요청 시 "미지정/비이분"이라는 세 번째 지명을 가진 수정된 출생증명서를 발급할 수 있도록 주법을 개정하였다.
2021년 뉴저지는 운전면허증에 'F'나 'M' 대신 'X' 성별 식별자 옵션을 추가했다.

#### 뉴멕시코

'X' 성별 표시가 표시된 뉴멕시코 운전자 신분증 앞면

2019년 뉴멕시코주 입법부의 상원 법안의 통과로 중요 기록법이 개정되어 주정부의 신분증 문서(실제 ID법 준거 및 비준거 양식)에 대한 세 번째 지정자(X)가 F 또는 M 대신 선택되고 지정자에 대한 의사의 서명만 요구되었다. 이전과 같이 법원 명령 대신 요청 양식을 사용한다. 2020년 1분기까지 면허 갱신을 위한 양식이 세 번째 옵션을 포함하지 않음에도 불구하고, 뉴멕시코 세무부의 자동차 부서는 그 해 말에 그러한 면허를 발급하기 시작했다.

#### 뉴욕
2017년 6월에 뉴욕시에 법안이 도입되었으며, NYC 시립 신분증에는 주민 ID 카드에 "X" 성별 표시를 제공하는 논바이너리 옵션이 있다(뉴욕은 출생 증명서를 처리하는 별도의 부서가 있다). 2017년 4월, 논바이너리 인터섹스 작가이자 활동가인 히다 빌로리아(Hida Viloria)에게 미국에서 두 번째 인터섹스 출생 증명서(수혜자의 "성"이 인터섹스로 기재됨)가 발급되었다. 2021년 6월 24일에 성 인식법이 만들어져 뉴요커가 신분증에 "X" 성별 표시를 표시할 수 있게 되었으며 "X" 표시가 있는 ID는 2022년 5월 27일부로 공식적으로 사용할 수 있게 되었다.

#### 오리건

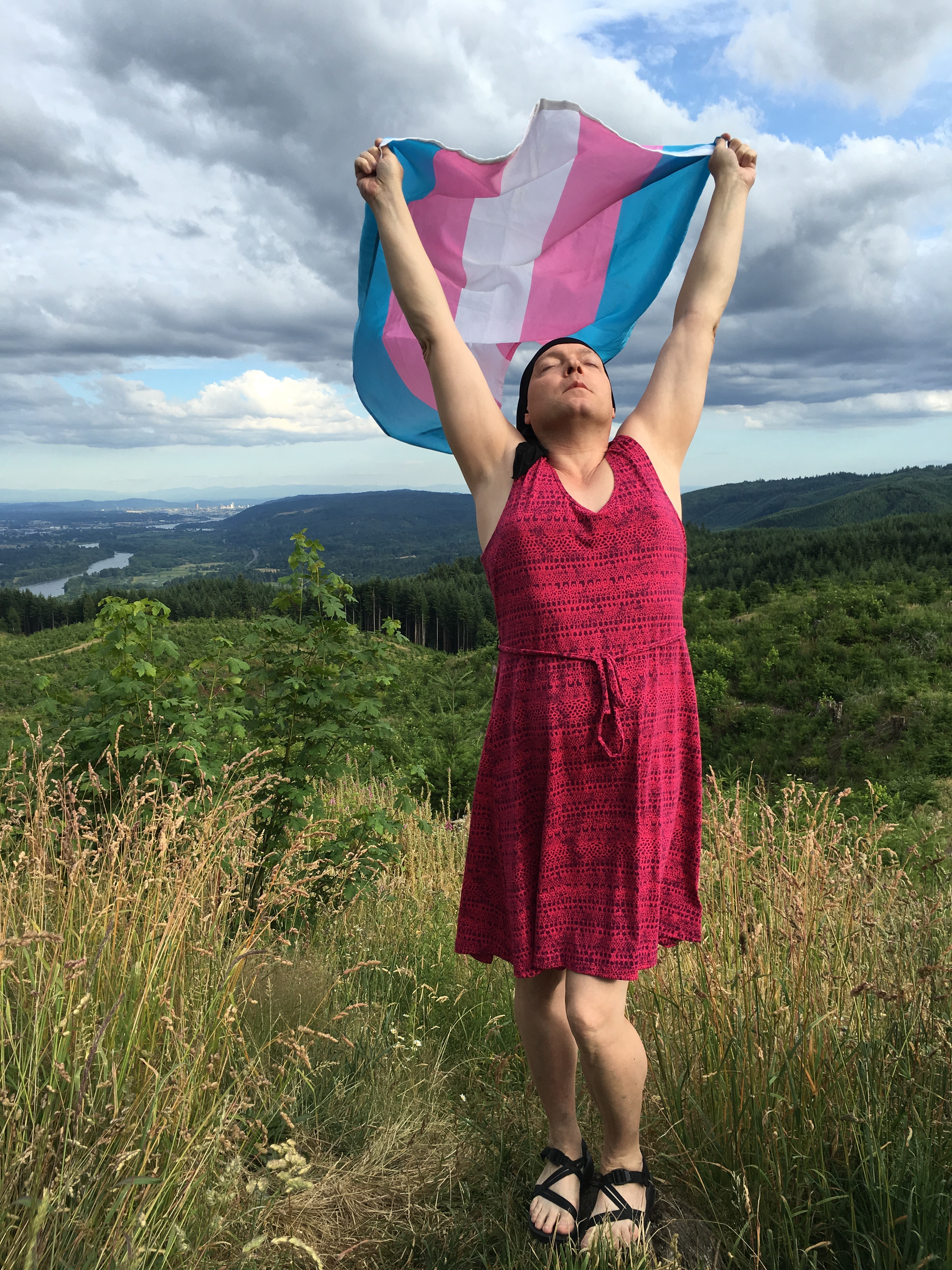
2016년 말 James Shupe는 주 법원 판결에 따라 미국에서 논바이너리 젠더를 법적으로 인정한 최초의 사람이 되었다.

2016년 6월 10일, 오리건주 멀트노마 카운티 순회법원의 판사는 거주자인 James Shupe가 논바이너리 성 지정을 받을 수 있다고 판결했다.
Shupe는 민권 변호사 Lake Perriguey가 대리했다. 트랜스젠더 법률 센터는 이것이 "미국에서 이런 종류의 첫 판결"이라고 말했다.
2017년 6월 15일 오리건주는 미국 최초의 주가 의사의 진단서 없이 7월 1일부터 주 신분증과 운전 면허증에 논바이너리 "X" 성별 표시를 허용할 것이라고 발표했다.
2019년부터, 오리건 주에서는 누구나 운전면허증에 성별 표시를 선택할 수 있다. 즉, "F", "X", "M" 중 하나를 선택하면 된다.
오리건주는 또한 2018년 1월 1일부로 논바이너리 "X" 성별 표시를 포함하도록 출생 증명서를 수정할 수 있도록 허용한다.

#### 펜실베이니아
2019년 7월 30일, 펜실베니아 교통부는 2020년에 주 운전 면허증에 X 성별 지정을 요청하는 공식 절차를 도입할 것이라고 발표했다. 펜실베니아 교통부 웹사이트에 따르면 새로운 프로세스는 2020년 1월에 시행되었다.

#### 유타
유타주는 각각 2017년과 2018년부터 출생 증명서와 운전 면허증에 X 젠더 표시를 발행했지만 그렇게 하려면 법원 명령이 필요하다.

#### 버지니아
버지니아에는 운전 면허증과 주정부에서 발급한 신분증에 대한 논바이너리 옵션이 있다.

#### 워싱턴
2017년 12월, 워싱턴 주는 수정된 출생 증명서에 세 번째 논바이너리 "X" 성별 표시를 허용하는 채택된 규칙을 제출했지만 증명서는 처음에 남성 또는 여성 지정으로 발행된다. 이 규칙은 2018년 1월 27일부터 시행되었다.

### 우루과이
2018년 10월 19일부터 우루과이의 새로운 법률은 의료 문서 없이도 남성/여성 또는 남성/여성 이외의 다른 설명을 포함하여 스스로 결정한 기준으로 성별 항목을 변경할 수 있도록 허용한다. 이 법은 또한 사회적 보호, 차별 금지 노력, 할당량 및 배상금에 대한 기반을 제공한다.

## 같이 보기
- 트랜스젠더 권리
- LGBT
- 간성
- 트랜스젠더